# Šimon
Šimon ist ein slawischer männlicher Vorname und Familienname.

## Namensträger
Vorname
- Šimon Voseček (* 1978), österreichischer Komponist tschechischer Herkunft
- Jindřich Šimon Baar (1869–1925), tschechischer Priester und Schriftsteller
- Šimon Vojta (* 1992), tschechischer Grasskiläufer

Familienname
- František Šimon (1953–2016), tschechoslowakischer Skilangläufer
- Július Šimon (* 1965), slowakischer Fußballspieler

## Ableitung
- Šimonytė